# Einstein-Smoluchowski-Beziehung
Die Einstein-Smoluchowski-Beziehung oder Nernst-Einstein-Beziehung, auch Einstein-Gleichung genannt, ist eine Beziehung im Bereich der kinetischen Gastheorie, die zuerst von Albert Einstein (1905) und danach von Marian Smoluchowski (1906) in seinen Schriften zur brownschen Bewegung aufgedeckt wurde. Sie verknüpft den Diffusionskoeffizienten {\displaystyle D} mit der Beweglichkeit {\displaystyle \mu } der Teilchen:
{\displaystyle D=\mu \cdot k_{\mathrm {B} }\cdot T}
Darin bezeichnet
- {\displaystyle k_{\mathrm {B} }} die Boltzmann-Konstante und
- {\displaystyle T} die thermodynamische Temperatur.

Es handelt sich um ein frühes Beispiel für eine Fluktuations-Dissipations-Beziehung.

## Diffusion von Teilchen
In Bereichen mit niedriger Reynolds-Zahl ist die Beweglichkeit der Kehrwert des Strömungskoeffizienten {\displaystyle \gamma }:
{\displaystyle \mu ={\frac {1}{\gamma }}}
Die Stokessche Gleichung liefert für kugelförmige Teilchen mit Radius {\displaystyle r}:
{\displaystyle \gamma =6\pi \cdot \eta \cdot r}
wobei {\displaystyle \eta } die Viskosität des Mediums bezeichnet.
Damit lässt sich die Einstein-Gleichung umformen in:
{\displaystyle \Rightarrow D={\frac {k_{\mathrm {B} }\cdot T}{6\pi \cdot \eta \cdot r}}}
Diese Form wird auch Stokes-Einstein-Gleichung genannt.
Sie kann z. B. genutzt werden, um den Diffusionskoeffizienten eines globulären Proteins in wässriger Lösung zu bestimmen: wenn wir eine Dichte von ca. 1,2 · 103 kg/m³ annehmen, erhalten wir für ein Protein von 100 kDa: {\displaystyle D\approx 10^{-10}\,\mathrm {m^{2}/s} }.

## Elektrische Leitfähigkeit
Bezogen auf die elektrische Leitfähigkeit definiert man zunächst die Elektronenbeweglichkeit:
{\displaystyle \mu ={\frac {v_{\mathrm {d} }}{E}}}
wobei
- {\displaystyle E} die elektrische Feldstärke ist und
- {\displaystyle v_{\mathrm {d} }} die Driftgeschwindigkeit.

Für einen Halbleiter mit beliebiger Zustandsdichte teilt man für gewöhnlich den rechten Teil der Gleichung durch die Ladung {\displaystyle q} des Ladungsträgers. Dann lautet die Einstein-Gleichung
{\displaystyle D={\frac {\mu \cdot p}{q\cdot {\frac {\mathrm {d} p}{\mathrm {d} \eta }}}}}
mit
- dem chemischen Potential {\displaystyle \eta } und
- der Teilchenzahl {\displaystyle p}.

Diese Beziehung gilt ebenso für die Beweglichkeit von Ionen. Somit wird die Einstein-Gleichung zur „Nernst-Einstein-Beziehung“:
{\displaystyle \Rightarrow D={\frac {\mu \cdot k_{\mathrm {B} }\cdot T}{q}}}